# 김상현 (성우)
김상현(1975년 1월 1일 ~ )은 대한민국의 성우로, 1997년 한국방송 성우극회 공채 26기로 입사했다.

## 개요
같은 소속의 성우인 이주연과 함께 교양, 다큐멘터리 프로그램 등 비중 있는 프로그램의 내레이션 전문 성우로 분류되기도 한다. 

## 학력
- 서강대학교 철학과를 졸업했다.

## 주요 출연작

### 애니메이션
- 용자지령 다그온 (SBS) - 루나
- 마이 리틀 포니 (투니버스) - 제코라
- 반드레드 (챔프) - 브잠
- 사이보그 009 (애니맥스) - 미
- 우주해적 미토의 대모험 (어린이TV) - 신
- 이토 준지 컬렉션 (애니박스) - 후치
- 지구 소녀 아르주나 (애니원) - 테레사
- 판타스틱 4 (카툰네트워크) - 루치아
- 디지몬 어드벤처: (대원방송) - 내레이션

### 극장용 애니메이션
- 마당을 나온 암탉 (SBS) - 애꾸눈
- 인크레더블 - 미라지

### 드라마
- 돌아온 일지매 (MBC) - 책녀

### 국내 영화
- 여교수의 은밀한 매력(2006) - 김상현 PD의 아내
- 프랑스 중위의 여자(2007) - 어머니 역
- 지금, 이대로가 좋아요(2009) - 현아 역
- 창피해(2011) - 정지우 역
- 연소, 석방, 폭발, 대적할 이가 없는(2012)
- 우리 손자 베스트(2016)

### 외화
- 007 뷰 투 어 킬 (KBS) - 메이 데이 (그레이스 존스)
- 고인돌 가족 플린스톤 2 (KBS) - 윌마 (크리스틴 존스턴)
- 더 게임 (KBS) - 크리스틴 (데버러 카라 엉거)
- 워락 (KBS)
- 컷 런스 딥 (KBS) - 미나 (박리디아)
- 호커스 포커스 (KBS)

### 내레이션
- 쇼 뮤직탱크 (Gm TV)
- 상상더하기 (KBS2)
- W (MBC)
- 닥터스 (MBC)
- 위기탈출 넘버원 (KBS2) - 2005년 ~ 2006년까지 OX 첵첵첵 오구동성 공공의 답 코너 나레이션
- 그곳에 가고 싶다 (KBS1)
- 소비자 고발 (KBS1)
- 특집 교황 요한 바오로 2세 (SBS)
- 지금 만나러 갑니다 (KBS2)
- 한국사 전 (KBS1)
- 절친노트 (SBS)
- 빅뱅 더 비기닝 (tvN)
- KBS 스페셜 (KBS1)
- SBS 스페셜 (SBS)
- 희망 울산! 사랑의 보일러 (울산MBC)
- 현장기록 형사 (MBC)
- 그 여자, 그 남자 (채널A)
- 해피선데이 - 남자의 자격 (KBS2)
- 무전기1300 (부산MBC)
- MBC 다큐스페셜 (MBC)
- 명의 (EBS)
- KBS 스페셜 - 세월호 엄마들의 이웃에 살고 이웃에 죽고 (KBS1)
- 신비한 TV 서프라이즈 (MBC)
- 다큐 시선 79회 : 국립묘지, 우리가 몰랐던 이야기 (EBS1)
- SBS 연예대상 (SBS) (2011)

### 방송
- 윤도현의 러브 레터 (KBS)
- 낭독의 발견 (KBS)
- DJ처리와 함께 아자아자 (SBS, 경기방송, 카카오TV 등)
- 소설극장(순이) (KBS 라디오)
- 원나잇 사운드 트립 (KBS)
- 2012 리그 오브 레전드 챔피언스 코리아
- 2022 리그 오브 레전드 챔피언스 코리아 스프링

### 광고(CF)
- 인텔 (Core 2 Duo, 씽크패드)
- IBK기업은행
- 한국P&G (팬틴, 비달사순)
- 삼성전자 (하우젠, 애니콜, 지펠, 마이젯 등)
- 에버 (KT)
- 배민B마트
- 금호타이어 (엑스타)
- 대진침대 (성우:김준)
- 쌍용자동차 (로디우스)
- 명인제약 (이가탄)
- 로하스연정침대
- 리그오브레전드
- 공익광고협의회 (늪,샤워기,생활하수,약속합시다)
- 하이모
- 좋은사람들 (보디가드)(성우:김종성)
- 매일유업 (소화가 잘되는 우유)
- 남양유업 (스텝명품유기농)
- 미건의료기
- STX건설 (구로STXW타워)
- 한국화장품 (A3FON, 산심)
- 한샘
- 맥스CRV
- 현대자동차 (그랜저, 뉴 EF쏘나타)
- 소망화장품 (다나한)(성우:권영운)
- LG유플러스
- 롯데제과
- 쌍용자동차 (렉스턴)(성우:권영운)
- LG전자 (싸이언)
- 엠폴리스
- 해태제과식품 (체리마루)
- 애경산업 (케라시스)
- SK텔레콤
- 한국GM(GM대우) (라세티,레조,칼로스,라세티)
- 현대카드
- 네이트 닷컴
- 르노삼성자동차(SM7)
- 기아자동차 (오피러스,프라이드)
- LG생활건강 (엘라스틴, 보닌)
- 배달의민족
- 울산MBC 캠페인
- KT 메직엔

### 지역광고
- 다사랑치킨 - 전북
- 전주현대옥 - 전주
- 세기보청기 - 대구
- 국제신문 - 부산
- 김해 아이스퀘어 - 김해
- 트리콜대리운전 - 부산,경남
- 나노하이테크 - 대전 (Feat, 김기현)

### 영화예고
- 쉬리

### 게임
- 킹덤 언더 파이어 - 나레이션
- 리그 오브 레전드 - 나레이션
- 월드 오브 워크래프트 - 나레이션, NPC 캐릭터
- SSX 트릭키/SSX 3 - 메뉴 안내 / 나레이션
- DK온라인